# Petr Chmela
Petr Chmela (* 30. dubna 1965) je český podnikatel, zakladatel a spolumajitel společnosti Tescoma.

## Život
Velkým koníčkem Petra Chmely je hudba, hraje na bicí. Jako teenager zakládal se svým budoucím společníkem Jiřím Vaculíkem bigbeatovou skupinu Symfonik Rumpál, na Rockfestu 1986 vyhráli autorskou soutěž s písní Zívám.
S Vaculíkem pak založili firmu Tescoma, která je dnes světovým výrobcem veškerého vybavení kuchyní. V roce 1992 však ve Zlíně začínali s jediným výrobkem – perlátorem, spořičem vody. Začínali v dvojgaráži a jedné kanceláři. Firma postupně rostla i do dalších měst a v roce 2007 expandovala do zahraničí. Zboží dodává do více než 100 zemí v Evropě a Asii.
V roce 2017 přesáhly tržby Tescomy dvě miliardy korun a po světě měla více než tisíc prodejních míst. V létě 2019 Jiří Vaculík ve věku 54 let zemřel. Hlavní zásluhu na rozvoji a expanzi firmy měl podle Chmely právě Vaculík. „Sám bych to nikdy nezvládl. Byl vizionářem v tomto oboru. Měl čich na výrobky a smysl pro detail,“ uvedl Chmela.

## Ocenění
- Medaile Za zásluhy (2016)
- EY Podnikatel roku (2016)[3]